# Radiola (motorfiets)
Radiola is een historisch merk van hulpmotoren en motorfietsen.
Radiola was een Frans merk dat van 1933 tot het uitbreken van de Tweede Wereldoorlog clip-on motoren en 98cc-motorfietsen maakte.